# Beloš Vukanović
Beloš Vukanović (Belos, Beluš, Bjeluš, Bέλοσις) (?, poč. 12. st. – ?, prije 1198.), raški veliki župan, ugarski palatin i hrvatski ban iz dinastije Vukanovića, ogranka dukljanske dinastije Vojislavljevića i u bliskom srodstvu s drugom Nemanjićima. Sin je velikog raškog župana Uroša I. i Ane Diogen, brat Uroša II. i Jelene, žene ugarsko-hrvatskog kralja Bele II. Slijepog.
Imao je važnu ulogu na ugarskom dvoru za vrijeme vladavine Bele II. i njegove supruge Jelene Vukanović, tj. svoje rođene sestre. U izvorima se spominje 1137. kao dux, 1146. kao hrvatski ban, a od 1148. kao palatin i ban. Spriječio je, uz pomoć Normana, Bosne i Raške, njemačko-bizantski plan o dovođenju nezakonitog Kolomanova sina Borisa na ugarsko prijestolje.
Godine 1150. godine na mjestu današnjeg Banoštora na svom imanju osnovao benediktinski samostan s crkvom sv. Stjepana Prvomučenika. Po banovom samostanu Banoštor nosi ime. 
Godine 1151. zaustavio je prodor vojske biznatskog cara Emanuela I. Komnena u Srijem kod Braničeva. Poslije smrti kralja Gejze II. 1162. godine, upliće se u dinastičke borbe te se opet, nakon krunidbe Stjepana III. 1163. godine spominje kao ban.